# Lövőpetri, Szabolcs-Szatmár-Bereg
Lövőpetri  este un sat în districtul Kisvárda, județul Szabolcs-Szatmár-Bereg, Ungaria, având o populație de 480 de locuitori (2011). 

## Demografie
Componența etnică a satului Lövőpetri
     Maghiari (98,66%)
     Necunoscut (0,67%)
     Bulgari (0,67%)
     Alții (0,67%)
Componența confesională a satului Lövőpetri
     Reformați (57,71%)
     Romano-catolici (15,42%)
     Greco-catolici (13,33%)
     Necunoscută (13,54%)
     Alte religii (0,63%)
Conform recensământului din 2011, satul Lövőpetri avea 480 de locuitori. Din punct de vedere etnic, majoritatea locuitorilor (98,66%) erau maghiari. Apartenența etnică nu este cunoscută în cazul a 0,67% din locuitori.  Din punct de vedere confesional, majoritatea locuitorilor (57,71%) erau reformați, existând și minorități de romano-catolici (15,42%) și greco-catolici (13,33%). Pentru 13,54% din locuitori nu este cunoscută apartenența confesională.